# Anstalten Smälteryd
Anstalten Smälteryd var en öppen anstalt i Sätila i Marks kommun med plats för 64 fångar. 
Kriminalvårdsanstalten öppnade 1946 och hade då cirka 45 anställda. De intagna kunde bland annat arbeta i jordbruk eller i industrin. Den lades ned 2011.
I oktober 2017 köptes den tidigare anstalten av Marks kommun. I köpet ingick samtliga byggnader och ca 20 hektar mark.. År 2020 utlyste kommunen en pristävling med syfte att göra om de tidigare anstalten till bostäder.